# Богданівка (Золотоніський район)
Богданівка (1990 — 17 лютого 2016 — Ленінське) — село в Україні, у Золотоніському районі Черкаської області. Входить до складу Зорівської сільської громади.
Розташоване за 30 км від селища Драбів та за 12 км від залізничної станції Мехедівка. Населення — 460 чоловік, 100 дворів (на 2009 рік).

## Історія
Село Богданівка простягнулося на колишніх землях пана Кублицького. Переважно тут були пасовища, оскільки в господарстві займалися тваринництвом.
У 1924 році на цих землях створено радгосп з трьома відділками. У 1935 році було вирішено відкрити початкову школу, тому при клубі виділено кімнату, де навчалося спочатку 24 учні. Датою заснування школи є 1936 рік. Першим директором був Старухін Яків Трохимович.
Село постраждало внаслідок геноциду українського народу, проведеного окупаційним урядом СРСР 1932—1933 та 1946–1947 роках[джерело?].
У 1950-х роках відкрито Красенівський відділок радгоспу. У 1951 році побудовано новий клуб, який відвідували не лише працівники радгоспу, а й жителі навколишніх сіл. У 1960-х роках радгосп, який раніше входив до Чорнобаївського району, приєднано до Драбівського району.
З 1959-го по 1977 рік школу очолював Кузьменко Дмитро Петрович. Саме за його ініціативи в 1962–1964 роках побудовано нове приміщення школи, у якому і сьогодні навчаються учні. З 1977 року директором школи працює Михайло Власович Ульянченко. Педагогічний колектив складається з 11 вчителів. Навчається в школі 47 учнів. У 1993 році було відкрито середню школу.
У 1990 році за ініціативи громади радгосп перейменовано на село Ленінське. 20 серпня 2015 року Драбівська районна рада ухвалила рішення щодо перейменування села у Богданівку. Рішення було направлене до Черкаської обласної ради, яка згідно зі своїм рішенням від 17 вересня звернулась до Верховної ради України щодо перейменування села.
У грудні 2015 Комітет Верховної Ради з питань державного будівництва та місцевого самоврядування підтримав перейменування 108 населених пунктів, серед яких було і село Ленінське. Комітет погодив перейменування села Ленінське на с. Богданівка. Постанова про перейменування села ухвалена 4 лютого 2016 року..
На сьогодні в селі функціонують: середня школа І-ІІІ ступенів, Будинок культури, сільська бібліотека.
У пам'ять про загиблих у роки Радянсько-німецької війни в селі є могила Невідомого солдата та споруджено обеліск Слави.

## Населення

### Мова
Розподіл населення за рідною мовою за даними перепису 2001 року:
| Мова       | Кількість | Відсоток |
| ---------- | --------- | -------- |
| українська | 341       | 95.79%   |
| російська  | 10        | 2.81%    |
| білоруська | 5         | 1.40%    |
| Усього     | 356       | 100%     |

## Галерея

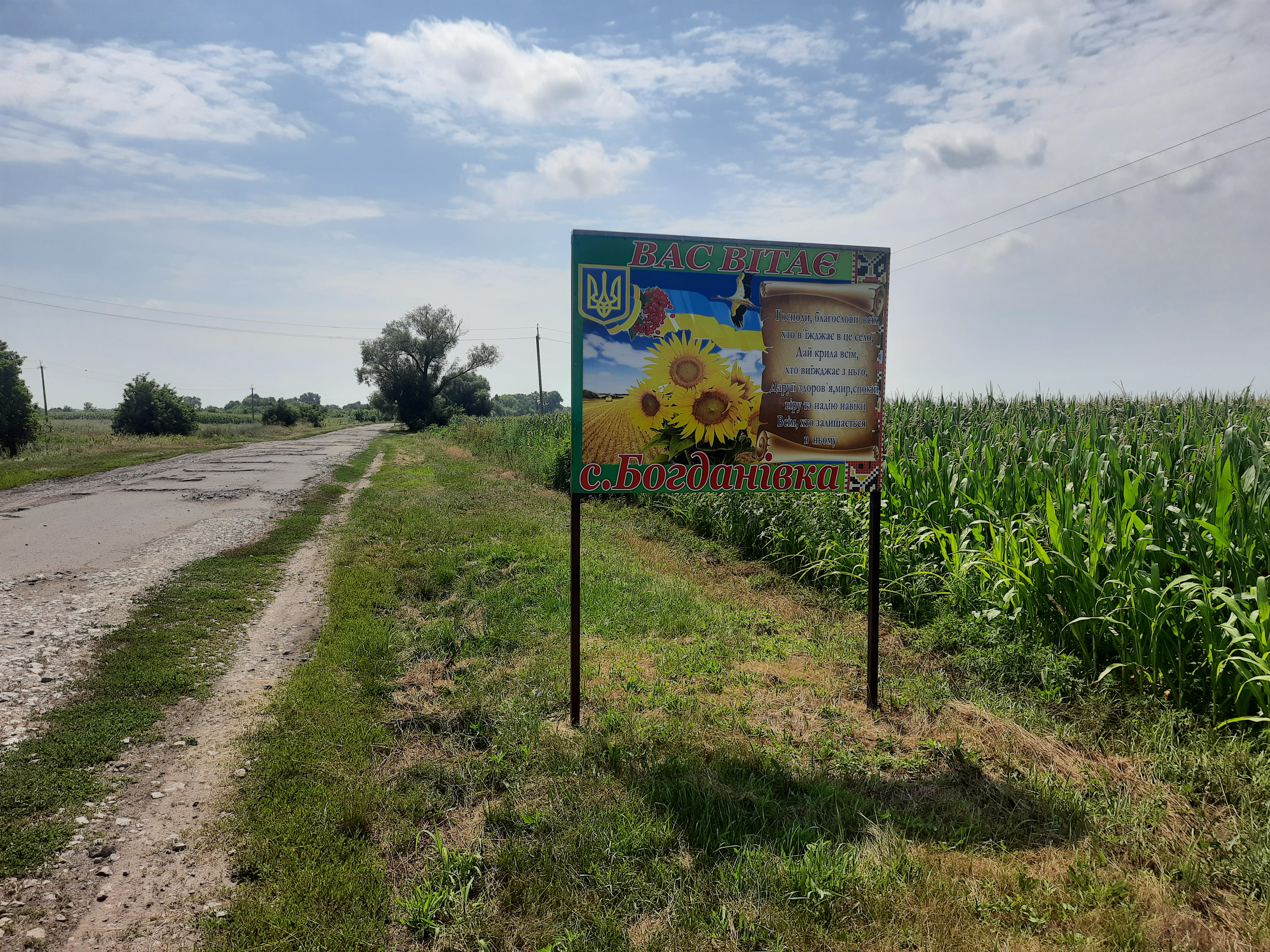
В'їзд у село
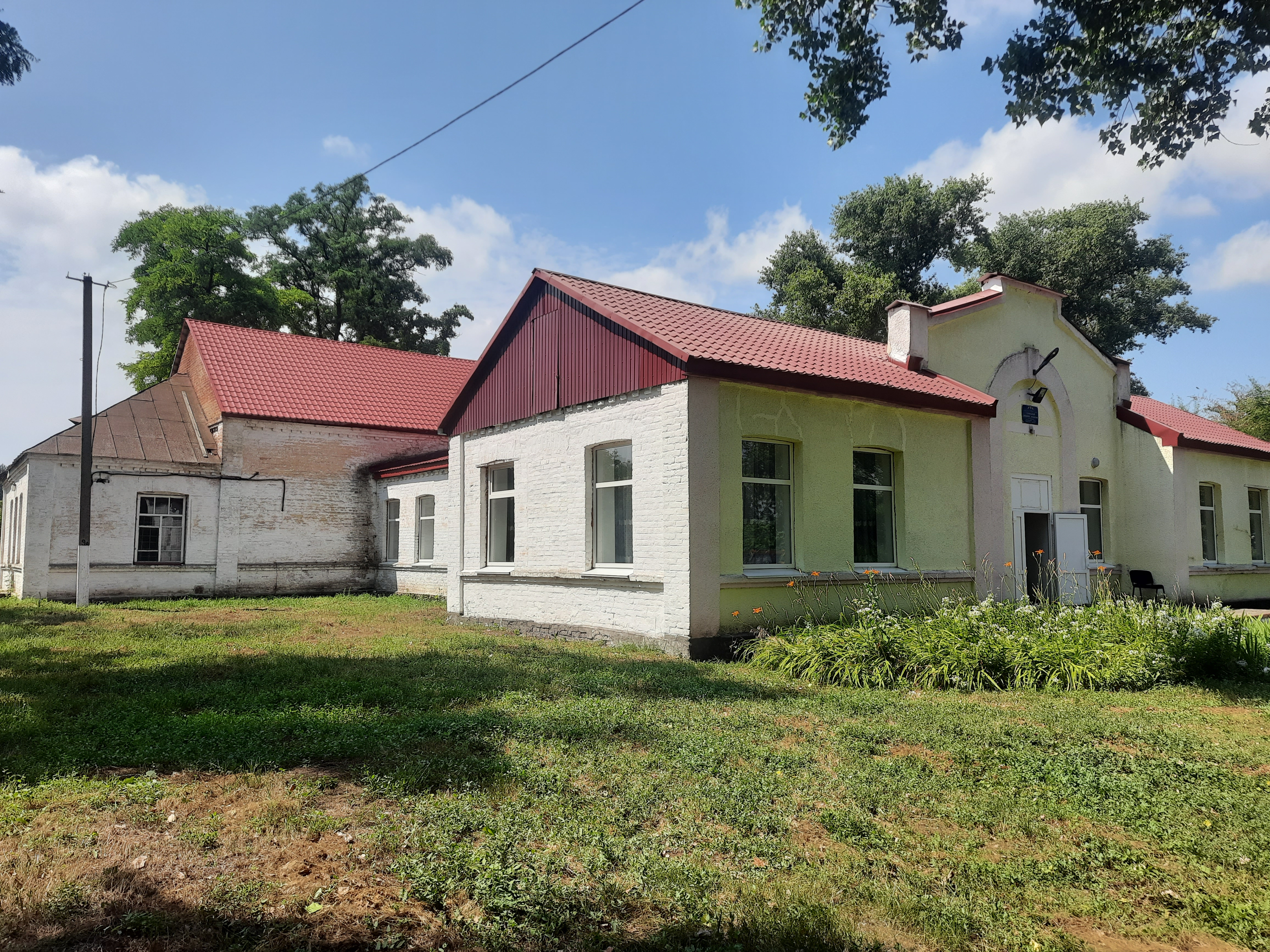
Будинок культури
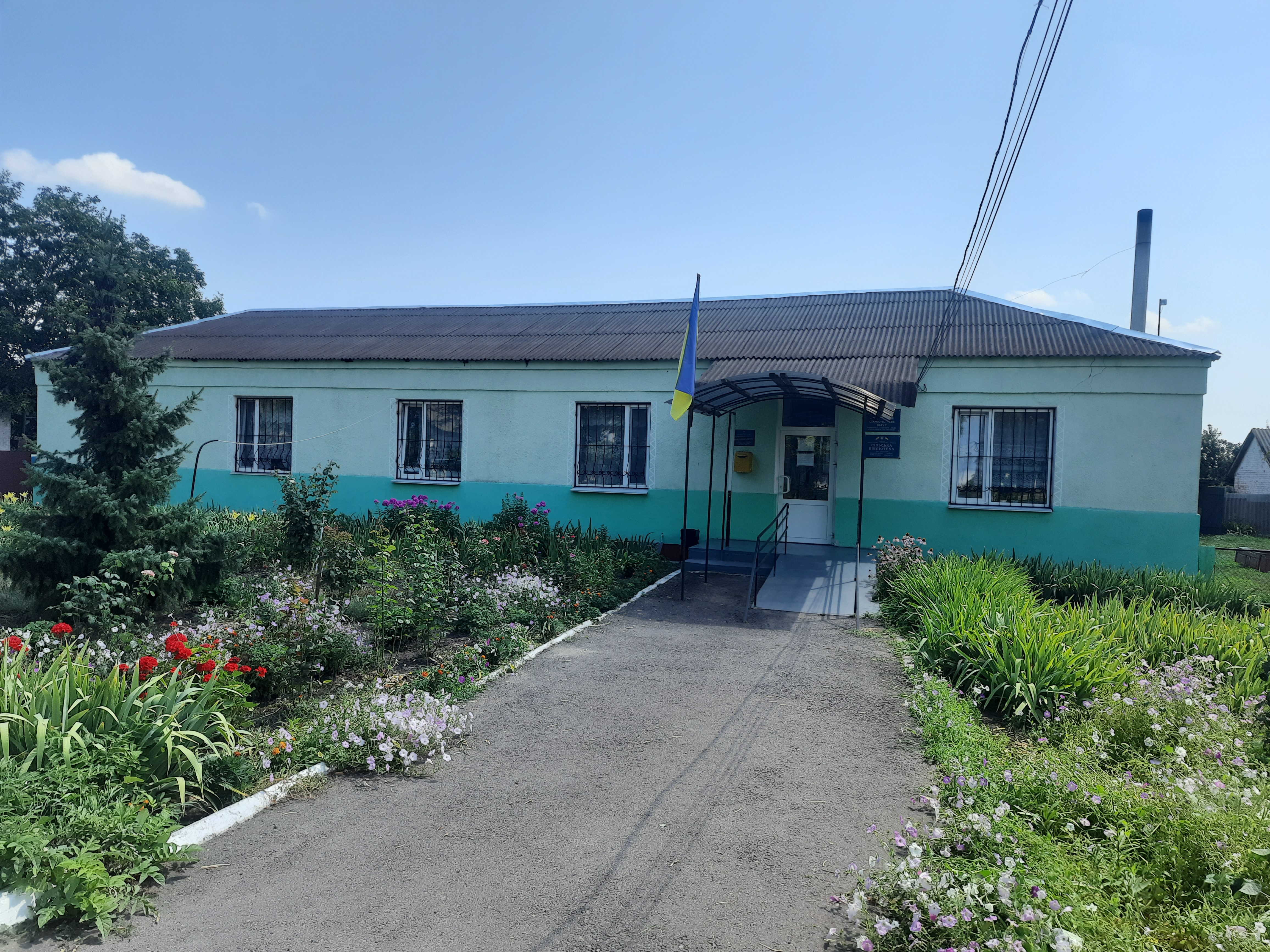
Старостат
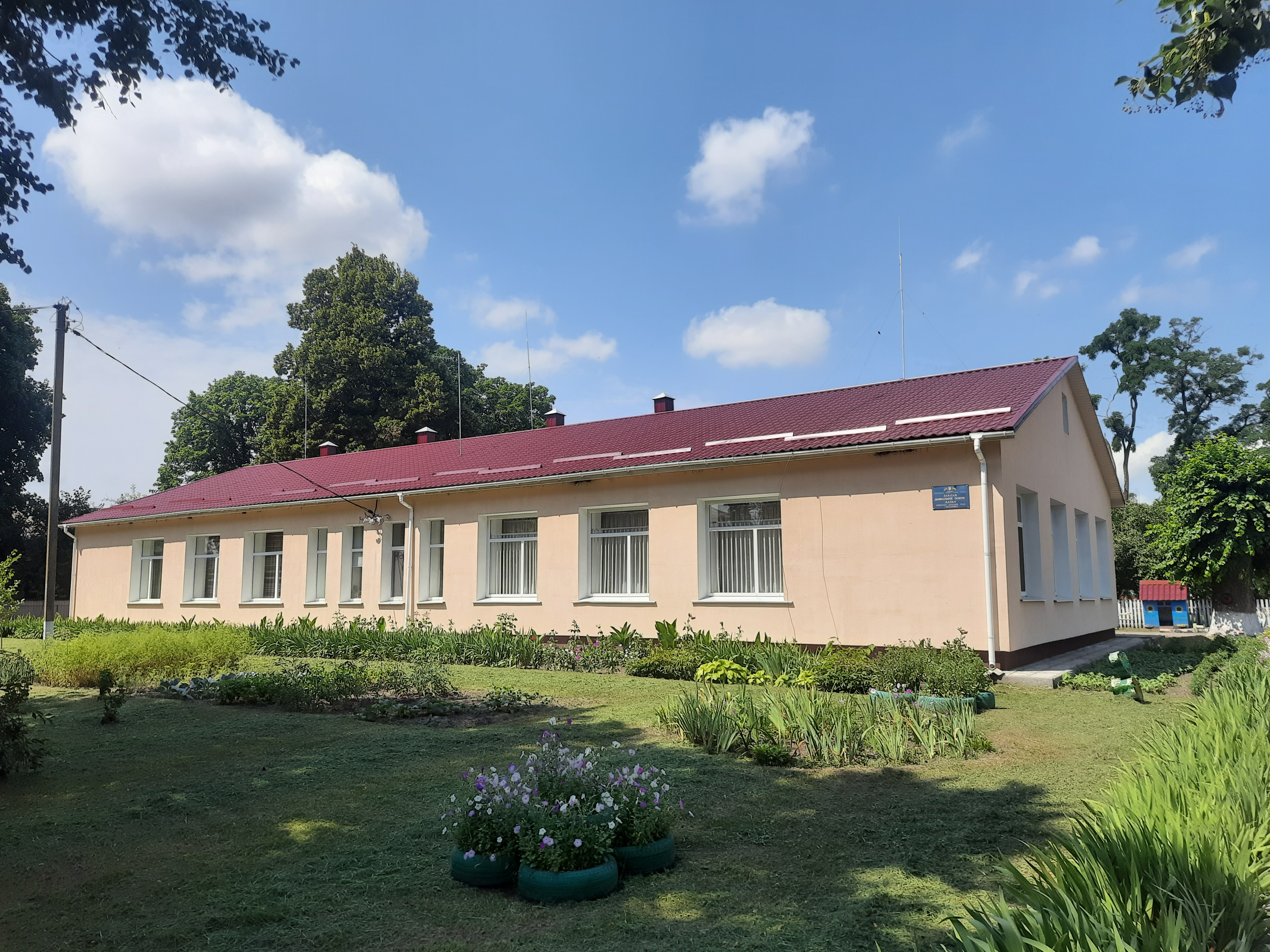
Дитячий садок
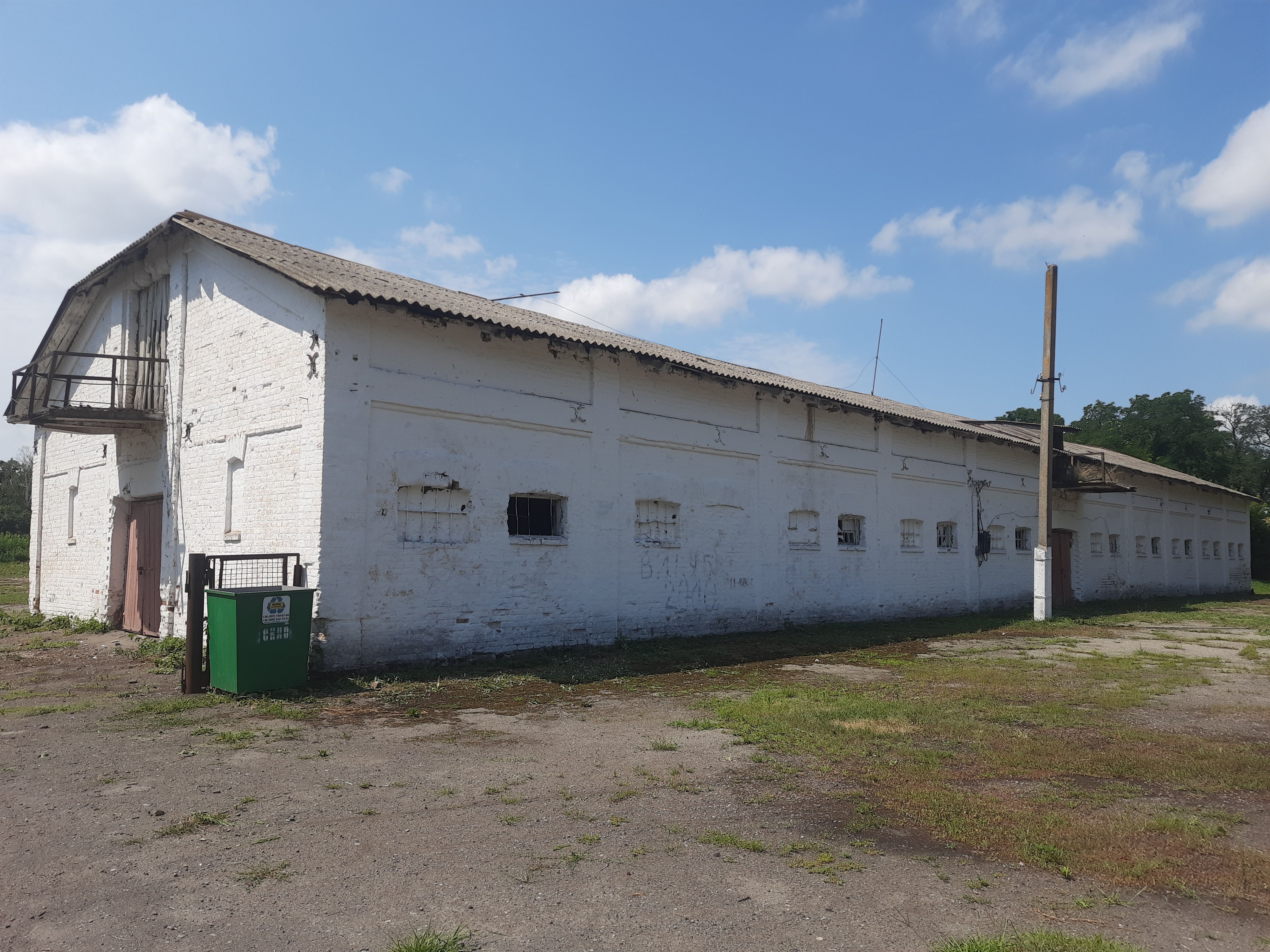
Старі стайні